# Vicky Sevilla
Vicky Sevilla (Cuart de les Valls, 28 de marzo de 1992) es una chef española que en 2022 se convirtió en la mujer más joven de España en lograr una estrella Michelín.

## Trayectoria
Nació en la localidad valenciana de Cuart de les Valls en 1992. Comenzó su formación gastronómica en la Escuela de Hostelería de Castellón y después trabajó con chefs como Begoña Rodrigo de Jorge, que fue ganadora de la primera edición de Top Chef, Susi Díaz, o Vicente Patiño. En 2017 fundó su propio restaurante, Arrels, en Sagunto. Ha impartido charlas y talleres en ferias y certámenes gastronómicos junto a chefs como Pepe Solla, Diego Guerrero, Ángel León, Pepe Vieira o Ignacio Echapresto, entre otros.

## Reconocimientos
En 2018, Sevilla ganó el Premio Promesa de la Cocina Valenciana concedido por el diario Levante-EMV. En 2020, fue finalista del Premio Cocinero Revelación de Madrid Fusión, galardón que le fue concedido a Camila Ferraro. Ese mismo año, su restaurante Arrels fue incluido en la categoría Bib Gourmand de la Guía Michelin en 2020, que reconoce aquellos con una excelente relación calidad-precio y además logró un Sol de Repsol.
En diciembre de 2021, durante la gala de la Guía Michelin de España y Portugal, fue reconocida con una estrella Michelin por su restaurante Arrels, lo que la convirtió en la mujer española más joven en obtener ese mérito. Al año siguiente, le fue concedido el Premio Sakata que reconoce a las figuras que fomentan la alimentación saludable, en el marco de la feria Fruit Attraction. En septiembre de 2022 el Ayuntamiento de Sagunto le concedió la medalla de plata de la ciudad, junto a otras personalidades como las activistas Rosa Graells y Concha Cañete, el músico Manuel Hernández y el florista a Kike León.
En 2023 recibió el premio New Talent of the year otorgado por La Liste Mediterranean.